# Władysław Komar
Władysław Komar (Berlino, 11 aprile 1940 – Ostromice, 17 agosto 1998) è stato un pesista e attore polacco, campione olimpico nel 1972.
Conclusa la sua carriera sportiva ha lavorato anche come attore e come commentatore sportivo. È deceduto il 17 agosto 1998 in un incidente stradale insieme all'olimpionico Tadeusz Ślusarski.

## Palmarès
| Anno | Manifestazione | Sede              | Evento         | Risultato | Misura  | Note            |
| ---- | -------------- | ----------------- | -------------- | --------- | ------- | --------------- |
| 1962 | Europei        | Belgrado          | Getto del peso | 4º        | 18,00 m |                 |
| 1964 | Olimpiadi      | Tokyo             | Getto del peso | 9º        | 18,20 m |                 |
| 1966 | Europei        | Budapest          | Getto del peso | Bronzo    | 18,68 m |                 |
| 1967 | Europei indoor | Praga             | Getto del peso | Bronzo    | 18,85 m |                 |
| 1968 | Europei indoor | Madrid            | Getto del peso | Argento   | 18,40 m |                 |
| 1968 | Olimpiadi      | Città del Messico | Getto del peso | 6º        | 19,28 m |                 |
| 1971 | Europei        | Helsinki          | Getto del peso | Bronzo    | 20,04 m |                 |
| 1972 | Europei indoor | Grenoble          | Getto del peso | Argento   | 20,32 m |                 |
| 1972 | Olimpiadi      | Monaco di Baviera | Getto del peso | Oro       | 21,18 m | Record olimpico |
| 1974 | Europei        | Roma              | Getto del peso | 6º        | 19,82 m |                 |
| 1977 | Europei indoor | San Sebastián     | Getto del peso | Bronzo    | 20,17 m |                 |
| 1978 | Europei indoor | Milano            | Getto del peso | Argento   | 20,16 m |                 |